# Lijst van voetbalinterlands Argentinië - Denemarken (vrouwen)
Deze lijst van voetbalinterlands is een overzicht van alle officiële voetbalinterlands tussen de nationale vrouwenteams van Argentinië en Denemarken. De landen hebben tot nu toe twee keer tegen elkaar gespeeld. 

## Wedstrijden
| № | Plaats      | Datum            | Competitie        | Wedstrijd               | Uitslag |
| - | ----------- | ---------------- | ----------------- | ----------------------- | ------- |
| 1 | Mexico-Stad | 28 augustus 1971 | WK 1971           | Denemarken − Argentinië | 5 − 0   |
| 2 | Coquimbo    | 21 januari 2010  | Vriendschappelijk | Denemarken − Argentinië | 1 − 0   |

## Samenvatting
| Competitie        | Totaal gespeeld | Winst Argentinië | Gelijk | Winst Denemarken | Doelsaldo Argentinië – Denemarken |
| ----------------- | --------------- | ---------------- | ------ | ---------------- | --------------------------------- |
| WK-eindronde      | 1               | 0                | 0      | 1                | 0 − 5                             |
| Vriendschappelijk | 1               | 0                | 0      | 1                | 0 − 1                             |
| Totaal            | 2               | 0                | 0      | 2                | 0 − 6                             |